# 7371 El-Baz
7371 El-Baz este o planetă minoră (asteroid), cu un diametru de 9,224 km, din centura de asteroizi. A fost descoperită pe 7 noiembrie 1978 la Observatorul Palomar de Eleanor F. Helin și a fost numită după Farouk El-Baz⁠(d). 
Obiectul prezintă o orbită caracterizată de o semiaxă mare de 3,2345529 UAi, o excentricitate de 0,13, o înclinație de 2,03607 ° în raport cu ecliptica.